# Bhumjaithai-Partei
Die Partei Bhumjaithai (auch: Bhumchaithai oder Bhum Jai Thai, kurz BJT; Thai พรรคภูมิใจไทย, RTGS: Phak Phum Chai Thai, „Partei der stolzen Thais“) ist eine politische Partei in Thailand. Ihr Programm hat eine populistische Basis, deren Ideologie teilweise aus Thaksin Shinawatras Thai-Rak-Thai-Partei entnommen wurde. Vom Dezember 2008 bis August 2011 gehörte sie der Regierungskoalition unter Premierminister Abhisit Vejjajiva an.

## Geschichte

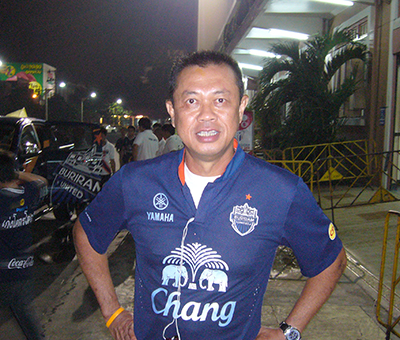
Newin Chidchob galt in den ersten Jahren als faktischer Anführer der BJT

Die Bhumjaithai-Partei wurde am 5. November 2008 in Bangkok gegründet. Der Anlass für die Gründung dieser neuen Partei war die erwartete Entscheidung des thailändischen Verfassungsgerichts zum Verbot der Neutralen Demokratischen Partei – der faktischen Vorgängerin der Bhumjaithai – zusammen mit der Partei der Volksmacht und der Chart-Thai-Partei. Nach der Auflösung dieser drei Parteien durch das Verfassungsgerichtsurteil am 2. Dezember 2008 traten ehemalige Mitglieder der Neutralen Demokratischen Partei und einem ehemaligen Flügel der Partei der Volksmacht, der von Newin Chidchob geführt wurde („Gruppe der Freunde Newins“), in die Bhumjaithai ein. Newin selbst war bereits im Zuge der Auflösung der Thai-Rak-Thai-Partei im Jahr 2007 vom thailändischen Verfassungsgericht mit einem fünfjährigen Verbot politischer Ämter belegt worden. Dennoch galt er als „Strippenzieher“ und faktischer Anführer der Bhumjaithai-Partei sowie als „Pate“ seiner Heimatprovinz Buri Ram. Auch Newins Vater Chai Chidchob, der von Mai 2008 bis Mai 2011 Präsident des thailändischen Repräsentantenhauses und der Nationalversammlung war, trat der Bhumjaithai-Partei bei.
Das Verfassungsgericht enthob auch den bisherigen Ministerpräsidenten Somchai Wongsawat und weitere Regierungsmitglieder seines Amtes. Daraufhin war der bisherige Gesundheitsminister Chaovarat Chanweerakul, den das Urteil nicht betraf, für zwei Wochen Interims-Regierungschef. Er trat anschließend der Bhumjaithai-Partei bei und wechselte zusammen mit Newin und seiner Gruppe nach einer Reihe von Hinterzimmer-Verhandlungen die Seiten. Somit bekam der bisherige Oppositionsführer Abhisit Vejjajiva von der Demokratischen Partei am 15. Dezember 2008 die einfache Mehrheit der Stimmen im Parlament und wurde Premierminister.
Anschließend trat die Bhumjaithai-Partei in eine Regierungskoalition mit der Demokratischen und mehreren kleineren Parteien ein. In der Regierung Abhisit Vejjajiva war sie mit drei Ministern (Chaovarat Chanweerakul als Innenminister, Sophon Saram als Verkehrsminister und Pornthiva Nakasai als Handelsministerin) vertreten. Chaovarat Chanweerakul übernahm im Februar 2009 auch den Parteivorsitz der BJT. Sie galt als unsicherer Koalitionspartner der Demokraten und versuchte sich in der Mitte zwischen diesen und der oppositionellen Pheu-Thai-Partei der Anhänger Thaksin Shinawatras zu positionieren. Die Partei verblieb jedoch bis zum Ende der Legislaturperiode 2011 in der Regierung und hatte 34 Parlamentssitze – vorwiegend direkt gewählte Abgeordnete aus Buri Ram, Surin und weiteren Provinzen der Nordostregion. Gerade in dieser Region war die BJT jedoch unbeliebt, weil der Seitenwechsel Newins und seiner Gruppe als opportunistischer Verrat an seinem einstigen Mentor, dem beliebten ehemaligen Ministerpräsidenten Thaksin, gewertet wurde.
Die Bhumjaithai-Partei trat bei der Parlamentswahl in Thailand im Juli 2011 an und gewann 34 der 500 Sitze im Abgeordnetenhaus, davon waren 29 Direktmandate. Zwar verlor sie einige Wahlkreise in Nordostthailand an die Pheu-Thai-Partei (in Newins Heimatprovinz Buri Ram blieb die BJT jedoch stark), dafür gewann sie in der Zentralregion Sitze hinzu. Anschließend war sie in der Opposition gegen die Regierung Yingluck Shinawatras (der Schwester Thaksins) von der Pheu-Thai-Partei. Im Oktober 2012 löste der ehemalige Gesundheitsminister Anuthin Charnvirakul (Sohn von Chaovarat) seinen Vater als Vorsitzender der BJT ab. Nach dem Militärputsch im Mai 2014 musste sie – wie alle Parteien – ihre Aktivität einstellen.
Zur Parlamentswahl im März 2019 trat die Bhumjaithai-Partei mit Anutin Charnvirakul als Spitzenkandidat an. Im Wahlkampf machte sie sich für eine Legalisierung des Cannabis-Anbaus und -Konsums – ausdrücklich auch als Genussmittel – stark. Nach vorläufigen Ergebnissen kam die Partei mit 10 % der Stimmen und 52 der 500 Sitze im Repräsentantenhaus auf den fünften Platz.
Im Mai 2023 erlitt die Demokratische Partei bei der Parlamentswahl hohe Verluste.

## Wahlerfolge

### Wahl zum Repräsentantenhaus
| Wahljahr | Parteivorsitzender     | Stimmen   | Stimmen      | %        | Sitze  | ±   | Regierungsbeteiligung                          |
| Wahljahr | Parteivorsitzender     | Liste     | Direktmandat | %        | Sitze  | ±   | Regierungsbeteiligung                          |
| -------- | ---------------------- | --------- | ------------ | -------- | ------ | --- | ---------------------------------------------- |
| 2011     | Chaovarat Chanweerakul | 1.281.652 |              | 3,83 %   | 34/500 | +2  |                                                |
| 2014     | Anutin Charnvirakul    | Ungültig  | Ungültig     | Ungültig |        |     | Verfassungswidrig – annulliert                 |
| 2019     | Anutin Charnvirakul    | 3.732.883 | 3.732.883    | 10,33    | 51/500 | +17 | Koalitionspartner                              |
| 2023     | Anutin Charnvirakul    | 1.138.202 | 5.133.441    | 12,77    | 70/500 | +19 | Koalitionspartner im Kabinett Srettha Thavisin |

### Stadtverwaltung Bangkok
| Wahljahr | Stimmen | %    | Sitze | ± |
| -------- | ------- | ---- | ----- | - |
| 2022     | 19.789  | 0,85 | 0/50  |   |

## Persönlichkeiten

### Parteivorsitzende
| Bild | Name (Amtszeit)                                              |
| ---- | ------------------------------------------------------------ |
|      | Pipat Promvaraporn (5. November 2008 – 14. Februar 2009)     |
|      | Chaovarat Chanweerakul (14. Februar 2009 – 14. Oktober 2012) |
|      | Anutin Charnvirakul (seit 14. Oktober 2012)                  |